# Combien d'anges peuvent danser sur une tête d'épingle ?
La question « Combien d'anges peuvent danser sur une tête d'épingle ? » a été utilisée à de nombreuses reprises comme un refus de l'angélologie en particulier et de la scolastique en général. L'expression a également été utilisée pour critiquer des personnalités comme Duns Scot et Thomas d'Aquin,. Une variante est : « Combien d'anges peuvent tenir sur une tête d'épingle ? ».

## Origine
Certains savants médiévaux ont envisagé des questions similaires. Ainsi dans la Somme théologique, Thomas d'Aquin écrit vers 1270 : « Plusieurs anges peuvent-ils être au même endroit ? ». Cependant, l'idée que cette question possédait une place prépondérante dans l'érudition médiévale a été débattue. 

## Réponses suggérées
Dorothy L. Sayers a déclaré que la question était « simplement un exercice à débattre » et que la réponse « généralement jugée correcte » est que « Les anges sont des intelligences pures, non matériels, mais limités, donc qu'ils ont une position dans l'espace, mais pas de prolongement. ». Sayers compare la question à celle de combien de pensées de personnes peuvent être concentrées sur une épingle particulière en même temps. Elle conclut qu'une infinité d'anges peuvent être situés sur la tête d'épingle, puisqu'ils n'occupent pas l'espace où ils sont situés : 

« La leçon pratique à tirer du débat est de ne pas utiliser les mots comme « là » d'une manière approximative, non scientifique, sans préciser si vous voulez dire « localisé là » ou « occupant l'espace là » ».

### Réponses humoristiques
Dans le magazine humoristique Annals of Improbable Research, Anders Sandberg a présenté un calcul basé sur les théories de l'information en physique et de la gravité quantique établissant une limite supérieure de 8,6766×1049 anges.
Dans la bande dessinée Les Céréales du dimanche matin une réponse dérivée de la physique est apportée à cette question : entre 1 et 30 vigintillions (entre 1×1063 et 3×1064).
Dans le livre De bon présage de Terry Pratchett et Neil Gaiman, les auteurs expliquent que les anges ne dansent pas à l'exception d'un seul, donc la réponse est: un.

## Autres contextes
Comparant les superstitions médiévale et la science moderne, George Bernard Shaw a écrit dans la pièce de théâtre Sainte Jeanne : « Les docteurs médiévaux en divinité qui ne prétendaient pas résoudre combien d'anges peuvent danser sur la pointe d'une aiguille donnent une très mauvaise image de la crédulité romantique par rapport aux physiciens modernes qui ont résolu  au milliardième de millimètre chaque mouvement et chaque position de la danse des électrons ».